# Južni awyu jezik
Južni awyu jezik (siagha, syiagha, sjiagha, oser, yenimu, jenimu; ISO 639-3: aws), transnovogvinejski jezik, uže skupine awyu, koji se govori u močvarnim predjelima sjeverno od donjeg toka rijeke Digul, na indonezijskom dijelu Nove Gvineje.
Njime govori oko 9 340 ljudi (2002 SIL) iz plemena South Awyu, čija se sela nalaze poglavito uz rijeku La. Služe se i indonezijskim. Nastao je podjelom jezika siagha-yenimu na južni awyu [aws] i edera awyu [awy]

## Vanjske poveznice
- Ethnologue (14th)
- Ethnologue (15th)